# Parigi-Camembert 1988
La Parigi-Camembert 1988, quarantanovesima edizione della corsa e valida come evento del circuito UCI categoria CB1.1, si svolse il 5 aprile 1988. Fu vinta dal francese Laurent Fignon, in 6h17'39".

## Ordine d'arrivo (Top 10)
| Pos. | Corridore            | Squadra    | Tempo    |
| ---- | -------------------- | ---------- | -------- |
| 1    | Laurent Fignon       | Système U  | 6h17'39" |
| 2    | Bruno Cornillet      | Z          | a 56"    |
| 3    | Jean-Claude Leclercq | Helvetia   | a 1'02"  |
| 4    | Steve Bauer          | Helvetia   | a 1'13"  |
| 5    | Marc Madiot          | Toshiba    | a 1'16"  |
| 6    | Marc Sergeant        | Hitachi    | a 1'35"  |
| 7    | Joey McLoughlin      | Z          | a 1'39"  |
| 8    | Jozef Lieckens       | Hitachi    | a 2'08"  |
| 9    | Per Pedersen         | R.M.O.     | a 2'13"  |
| 10   | Fabian Fuchs         | Cyndarella | a 2'42"  |